# Richard Priestman
Richard John Priestman (* 16. Juli 1955 in Liverpool) ist ein britischer Bogenschütze.
Priestman trat bei drei Olympischen Spielen an. 1984 in Los Angeles wurde er im Einzel 48. Bei den Spielen 1988 und 1992 in Seoul bzw. Barcelona gewann er mit der Mannschaft jeweils die Bronzemedaille; in den Einzelbewerben konnte er sich als 57. bzw. 41. nicht wie gewünscht vorne platzieren.
Priestman startete für die Nethermoss Archers, bei seiner dritten Teilnahme für die Lancashire Archery Association, für die auch seine Frau Vladlena schießt.
Noch bis 1997 konnte sich Priestman unter den besten nationalen Bogenschützen platzieren. Er schreibt über Bogenschießen in verschiedenen Sportmagazinen wie zum Beispiel The Glade.